# Znameniwka (obwód winnicki)
Znameniwka (ukr. Знаменівка; do 1964 roku Bohusziwka, pol. hist. Bohuszówka) – wieś na Ukrainie, w obwodzie winnickim, w  rejonie kuryłowieckim.

## Historia
Dawniej wieś w powiecie uszyckim, położonym w południowo-zachodniej części Podola, z siedzibą w mieście Nowa Uszyca (ukr. Нова Ушиця). Przed II wojną światową wieś należała do gminy Pilipkowce i do parafii Zamiechów (ukr. Заміхів) w rejonie nowouszyckim obwodu chmielnickiego w dekanacie Uszyca.

## Dwór
- piętrowy dwór wybudowany przez Stadnickich w pierwszej połowie XIX w. w stylu empire (klasycystycznym)[2]. Od frontu portyk z czterema kolumnami greckimi podtrzymującymi  trójkątny fronton[3]. Obiekt kryty dachem czterospadowym. Po prawej stronie wyższa dobudówka  skierowana szczytem do frontu, kryta dachem dwuspadowym. We wnętrzach budynku były bogato zdobione sztukaterie, mahoniowe meble z ozdobami z brązu oraz kolekcja kryształów i sreber, rodzinne portrety, wysokiej jakości meble francuskie z XVIII wieku. Kiedy rozpoczęła się I wojna światowa, zbiory i najcenniejsze meble wywieziono do Kijowa, gdzie później zaginęły. Kilka ciężkich marmurowych posągów w 1917 r. zostało roztrzaskanych na kawałki. Zniszczono też bibliotekę, która również nie była przeznaczona do zabrania. Wokół pałacu na wzgórzu znajdował się park krajobrazowy[4].